# Fusch an der Großglocknerstraße
Fusch an der Großglocknerstraße é um município da Áustria, situado no distrito de Zell am See, no estado de Salzburgo. Tem 158,05 km² de área e sua população em 2019 foi estimada em 699 habitantes.